# NGC 3779
NGC 3779 is een spiraalvormig sterrenstelsel in het sterrenbeeld Beker. Het hemelobject werd in 1880 ontdekt door de Britse astronoom Andrew Ainslie Common.

## Synoniemen
- IC 717
- MCG -2-30-13
- PGC 36084